# سرولات
سرولات نام روستایی در استان گیلان در فاصله ۳ کیلومتری جنوب چابکسر است. این روستا در کنار رودخانه پرآب آچی رود و رودخانه کورئه در ابتدای دامنه شمالی البرز و کوه سماموس در درون دره احاطه شده از جانب چند کوه (مهران کوه، شاسروس و لیه کلام) قرار گرفته است. روستای سرولات راه ورودی روستاها و مراتع جنگلی کوهستانی از قبیل جنگسرا، لیه کلام، لیمه سرا، منه سئه (میان حصه)، پشتاسران، لمس پشته، قلعه کوتی، شمشادپشته، گرم تو، مرگ واز، تازه آباد، اربه کش چند مرتع و روستای دیگر است.  منطقه زرسر از محل‌های قدیمی جاده سرولات در چابکسر ورودی منطقه سرولات است که از قدیم باغات پرتقال آن معروف است، ورودی کوهستانی دره سرولات است.
زرسر آب و هوای متفاوت، نسیم خنک شبانه از دره رودخانه آچیرود دارا است. (تماشاکوه، خانم گردان لردی و بخش بزرگی از منطقه حفاظت شده سرولات جواهردشت). زرسر سرولات در تملک قدیمی باغات توت، مرکبات، چای خانواده‌های ملکی، تقی پور کندسر (بلوکباشی)، بابایی، کهنمویی، کهن و تفاوت بوده است که از خانواده‌های مهم  قدیمی و متصل این محل بوده‌اند، که به نسل قدیمی ملک غلامرضای سرولاتی کدخدا و اسدالله آبادگر سرولاتی (متوفی در ۱۲۸۵ قمری) در اواسط دوران قاجار می‌رسند. رودخانه آچیرود از مراتع جنگلی، خشکاسرا، گرازران، ترک و… و مراتع ییلاقی ییلاقهای گرده پشته سر تا طالسرا، جیردشتان و سرچشمه می‌گیرد. با عبور از جاده جنگلی این روستا علاوه بر مشاهده چشم‌اندازهای جنگلی و سکونت گاه‌های انسانی دو طرف جاده ضمن قرارگیری بر فراز این روستا از بالا دست می‌توان کشتزارها و سکونتگاه‌های منطقه جلگه‌ای را مشاهده نمود. 
تاریخ
میانده که در قدیم بلوک میانده بوده  مرکز مذهبی مهمی از پیش از اسلام نیز بوده و سرولات و قرا و مراتع و قصبه های از بین رفته ناحیه آن به احتمال در زیر سایه میانده واقع شده است. میانده مدفن سید ابوجعفر ابیض معروف به ثائر فی الله یا سید ابیض موسس و بانی شهر هوسم  یا رودسر قدیم بوده‌ است. هوسم در اواخر قرن سوم هجری‌قمری مرکز حکمرانی علویان زیدی در گیلان (دوران حکومت ناصر کبیر) بود، درجه اعتبار و آبادی برای بلوک میانده در آن زمان بوده است. طبق نوشتار کتاب تاریخ رامسر مرحوم استاد رحیمیان در تاریخ رامسر، میانده یا همان میندی عبادات گاه قدیمی معبد آناهیتا از پیش از اسلام بوده از این جهت بعد از اسلام در دوره زیدیان هم جایگاه مذهبی خود را بین مردم و حاکمان محلی حفظ کرد. بلوک سرولات متصل به بلوک‌میانده قدیم در رانکوه قدیم و در دوران پسا حکومت کیاییان در محدوده قصبه تنهجان و گرجیان واقع بوده است،  میانده و سرولات در  غرب نقشه محدوده تقریبی سخت سر واقع بوده اند.  ولایت تنهیجان و گرجیان شامل سخت سر، مساحت سخت سر در گذشته بسیار کم  بود و به ولایات گُرجیان، کَلاجه کوه(کلیج کوه در رمک امروزی) و تَنهیجان محدود میشد. در اواخر قرن هشتم قمری مقّر ییلاقی حکومت سید کیای رکابزن کیایی  در جورده تنهیجان(جواهرده) و مقر گیلانی(قشلاقی) او در گرمه رود(آبگرم سر پشت هتل های بزرگ) بود. بامسی(تِمی جان کِری) امروزی نیز در گذشته شهر بزرگی بود و مقّر گیلانی حاکمان این دیار بود. مرکز مذهبی حکومت آنها میانده چابکسر امروزی و کهنه میندی بوده است. ییلاقات چون جیردشتان، تماشای کوه و گردپشته و خشکاسرا، آهن پوچان ( آهن پزان ) مناطق آباد و ییلاقی و مرتعی جنگلی بلوک میانده و سرولات در قرون هفتم، هشتم و نهم هجری در دوره حكومت کیاییان بوده است.   جمعیت سرولات  و مراتع اطراف ان در نیمه حکومت قاجار نهایت به ۶۰ نفر جمعیت بصورت متمرکز و در نهایت تجمبع گالش ها و دهقانان به کمتر از ۱۰۰ نفر ۲۰ خانوار می رسید. بخش ییلاقی بلوک سرولات و میانده در دوران تنهجان دو بخش داشت جَواردیه(از اِسبی آبکش روخانه تا فلیک دُم)  که به جورده تنهیجان (جود آهینجان) در قرن چهارم هجری نامیده شد، که بیشتر اوشیانی ها و جنگسرایی ها سکونت داشتند. و ییلاق جیردشتان و تماشاکوه بوده که بیشتز اوشیانی ها و سرولاتی ها ساکن می شدند و تا اواخر قاجار جدا از دامداری به کشت گندم و غلات می پرداختند. در اوایل قرن سیزدهم هجری قمری(دوره کریم خان زند و پسرانش) نیز جوارده  و این قریه ها در این ولایت میانده و سرولات دچار جنگهای خونینی بین سید علی کیا با سپاه کیانوپاشا و پسر سیدرکابزن کیا والی گُرجیان و  عسگرخان (برادر هدایت اله خان فومنی) و یورش وحشیانه شد. میرزا کوچک خان جنگلی و بخشی از قوای جنگل در دوره دوم جنگ ها  نیز جهت فرار از قوای حکومتی به کوه های لنگرود، رودسر، رانکوه و تنکابن رفت و زد و خوردهای پراکندهای میان مبارزان جنگلی و قوای دولتی در گرفت که منجر به کشته شدن تعدادی از یاران میرزا گردید. بخشی از آن‌ها از اوشیان رانکوه از راه سرولات و گردپشته و تماشاکوه به جواهرده رسیدند و در درگیر آنها با قوای دولتی تعدادی از آنها کشته شدند.  این کشته ها (حدود ۲۸ نفر) را در پای ساختمان غسالخانه فعلی در مسجد آدینه جواهرده و تعدادی را در قبرستان امامزاده فضل و فاضل  زورِک=زوره (زرودک)  دفن شدند. در واپسین دهه حکومت قاجار، و در انتهای قرن سیزدهم شمسی (مشخصاً در سال‌های منتهی به ۱۳۰۲ شمسی)، شرق گیلان و به‌ویژه منطقه رانکوه-تنکابن شاهد یک جنبش دهقانی مسلحانه بود. این قیام که پس از سرکوب شورش‌های مشابه در غرب گیلان آغاز شد، توسط سه دهقان به نام‌های قدرت نظامی، ملک و چراغعلی رهبری می‌شد. این رهبران، که گفته می‌شود از بازماندگان نهضت جنگل بودند، مبارزه خود را علیه ستم خان‌ها و اربابان محلی و در واکنش به وضعیت نامناسب کشاورزان در مناطقی چون رحیم‌آباد، جواهردشت، بی‌بالان، واجارگاه، میانده، اوشیان و ییلاقات بلوک سرولات آغاز کردند. عمده تمرکز فعالیت دهقانی آنها در ناحیه وسیع ییلاقات اشکورات بود. آنها با تکیه بر حمایت وسیع دهقانان و دامداران منطقه و استفاده از پناهگاه‌های طبیعی جنگل‌های اشکورات و جواهردشت، توانستند برای مدتی این مناطق را از کنترل خان‌ها خارج کرده و حتی یکی از قدرتمندان محلی در واجارگاه را از پای درآورند. با این حال، این قیام به دلیل تعقیب و محاصره توسط نیروهای دولتی و خان‌ها، چندان دوام نیاورد. با وجود کمک‌های دامداران محلی که به رهبران در فرار از محاصره یاری رساندند، سرانجام در اواخر سال ۱۳۰۲ شمسی (برابر با ۱۳ رجب ۱۳۴۲ قمری)، رهبران قیام دستگیر و اعدام شدند. قدرت نظامی در قرق کارگزار تیرباران شد و ملک و چراغعلی نیز به واجارگاه برده شده و در آنجا به دار آویخته شدند. این رویداد، که به احتمال زیاد با قتل پدر خاندان ایران‌نژاد رانکوهی (یوسف خان گزافرودی) مرتبط است، نشان‌دهنده مقاومت دهقانان در برابر ساختار مالکیتی و سیاسی آن دوره در گیلان بود که نهایتاً با سرکوب مواجه شد.
شاید در این میان تعدادی در میانده و سرولات و قبل ان سیاهکلرود دچار درگیری شده باشند.زرسر و سرولات در حال حاضر  از محله‌های قدیمی خیابان سرولات در شهر چابکسر و سرولات  در  دهستان اوشیان بخش چابکسر و ورودی منطقه می‌باشند. زرسر به خاطر باغات پرتقال معروف خود، در یال شرقی کوه شاهسرس و ورودی دره سرولات قرار دارد. این منطقه دارای آب و هوای متنوعی است و نسیم خنک شبانه از دره رودخانه آچی رود وزیده می‌شود. از دیدگاه تاریخی زرسر و سرولات از نیمه اول قرن ۱۲۰۰ هجری شمسی با تاریخ کشاورزی و مرتع‌داری مواجه بوده‌اند. در پایان دوره زندیه و اوایل حکومت آقامحمدخان قاجار (حدود سال ۱۲۰۰ شمسی)، مهاجرانی به دره ها و جلگه ها و ییلاقات شرق گیلان و مازندران از جمله سرولات، زرسر، شیخ زاهدمحله و دیگر نقاط آن کوچیدند. میرزا قلی خان سرولاتی (یا سیاهلاتی) به عنوان جد بزرگ بعضی خاندان‌های اصلی سرولات مانند بلوکباشی، بابایی و کهنمویی شناخته می‌شود. اینها همراه با خانواده هاو جمعی از همراهان، از موطن اصلی خود (که به طالقان، اشکور یا ییلاقات تنهجان نسبت داده می‌شود) بلوک سرولات و مراتع آن شامل مناطق فعلی زرسر، میان حصه و شاهسرس، لیکلام، گردپشته و مرگ واز مهاجرت کرده و  به دامداری و  کشت و زرع پرداختند. ساخت خانه‌های کاهگلی لت به سر بومی، توسعه نوغانداری و توتستان، گاوپروری جنگلی، و اربا از اولین نشانه‌های تثبیت سکونت امروزی در این نقاط بود. میراث آبادانی میرزا قلی خان به فرزندانش، به ویژه پسرش ارشدش اسدالله آبادگر، ماندگاری در منطقه، ارتباطات با خاندان های حاکم و مالک منطقه، تثبیت حضور و مالکیت  تجارت محلی گشت، خصوصا پس کشته شدن پسر کوچکش اقابابا برای حکومت مهدی خان خلعتبری. توسعه باغات مرکبات (مانند پرتقال و باغات نارنج و لیمو  ). همزمان، بخش‌هایی از مراتع جنگلی جلگه پس از جنگل‌تراشی جلگه ای برای زغال در دوره قاجار، و تبدیل به  شالیزارها شد. در دهه‌های ۱۲۵۰ تا ۱۲۷۰ شمسی (اواخر قاجار)، خاندان‌های محلی مانند مهدی خان خلابر و خاندان‌های منجم‌باشی و بلوک‌باشی سیاهکلرودی نفوذ گسترده‌ای در ساختار قدرت تنکابن و رانکوه داشتند. مردم سرولات و زرسر برای تضمین امنیت و پایداری خود، با این قدرت‌ها روابطی برقرار کرده و مالیات پرداخت می‌کردند. نسل‌های اولیه سرولاتی‌ها، از جمله مهدی قلی سرولاتی و کریم سرولاتی  و ملک در کنار دیگر اهالی بنام سرولات، میانده، شیخ زاده محله و فکجور، در این دوران بر توسعه کشاورزی در مناطقی مانند میان حصه، شاهسرس، سرولات، زرسر، لیکلام، تازه‌آباد و اراضی شیخ‌زاهدمحله، فکجور، کفترابکش تمرکز داشتند و با بزرگان این محل‌ها روابط خانوادگی نزدیکی برقرار می‌کردند؛ در طول قرن ۱۳ شمسی، دامداری، باغات توت، مرکبات، اربه و در اواخر چای کشاورزی در این منطقه رایج بوده است. برخی از خانواده‌های مهم و قدیمی این منطقه شامل خانواده‌های ملکی، تقی‌پور کندسر (فرزندان اسدالله سرولاتی معروف به بلوکباشی)، بابایی، کهنمویی، کهن و تفاوت و ابولقاسمی می‌باشند. این خانواده‌ها از نسل قدیمی ملک غلامرضا اول سرولاتی کدخدا و اسدالله آبادگر سرولاتی (جد بلوکباشی سرولات) می‌باشند که در اواسط دوران قاجار زندگی می‌کرده‌اند.  در گذشته  بلوک سرولات (قبل تقسیمات کشوری ۱۳۱۶ و غصب رضاشاه ۱۳۱۰ تا ۱۳۲۰) در دوره قاجار جزئی از ولایت رانکوه از حکومت رانکوه_ تنکابن بوده است. پس از تقسیمات کشوری ۱۳۱۶ به شهرستان شهسوار  وقت و دهستان اوشیان  پیوست، سپس به شهرستان رشت و در نهایت شهرستان رودسر رسید.  در نیمه اول قرن ۱۳ شمسی اسامی موجود در اسناد مالکان بومی سرولات را متعلق  به  ملک اول  و اسدالله سرولاتی آبادگر دانسته و در نیمه دوم قرن ۱۳ شمسی و اواخر قاجار نوادگان آنها و همچنین خاندان ایران نژاد رانکوهی و بعدها خاندان مهاجر احمدزاده بوده است.  بلوک سرولات یک امام‌زاده قدیمی و یک گورستان متروک داشته که در اواخر دوره قاجار به علت سیل ویران شده است. از این پس با وقف زمین و نذورات اهالی مالک سرولات همچون بلوکباشی و دیگران، در گورستان امام‌زاده ابوجعفر ابیض میانده چابکسر برای اهالی قبرستان و زیارتگاه ایام مذهبی فراهم شد.اسدالله آبادگر سرولاتی( متولد ۱۱۹۰ شمسی_ متوفی ۱۲۴۸ شمسی) جد بلوکباشی سرولاتی ، از بزرگان و آبادکنندگان مراتع و قرا بلوک سرولات بوده و در نیمه اول دوران قاجار زندگی می‌کرده است. او با آباد کردن جنگل‌ها، زغال‌گیری و احداث باغات معروف بوده است. او در سال‌های دهه ۱۲۲۰  هجری قمری (۱۱۸۰ تا ۱۱۹۰ شمسی) همزمان با دوران فتحعلی‌شاه قاجار و عباس میرزا متولد شده و در دوره محمدشاه قاجار و ناصرالدین‌شاه زندگی می‌کرده و در ۱۲۴۸ شمسی چشم از جهان فروبست، فرزندان ذکور او محمدکریم سرولاتی و مهدی قلی سرولاتی بوده‌اند . اسدالله سرولاتی معروف به بلوکباشی (تقی‌پور کندسر) متولد ۱۲۷۶ شمسی‌ در سنین جوانی (۱۲۹۰ هجری شمسی) صاحب املاک و دارایی‌های پدرش محمدکریم سرولاتی شد. او مالک باغات توت، مرکبات نارنج، و مراتع جنگلی و ییلاقی بود. مطابق اسناد به‌جامانده او چندین کارگر و گالش گاودار و مستاجر مزارع برنج داشت. او در اواخر دوره قاجار و همزمان با آغاز جنگ جهانی اول و پس از آن تا نیمه حکومت رضاشاه با خاندان ایران‌نژاد رانکوهی، بلوکباشی سیاهکلرودی که از بستگان صوفی املشی و مسیحا لنگرودی و منجم باشی بودند، مراوده مالی داشت. در ۱۳۱۸ قمری مطابق سند بیع عرصه و اعیان بخش های از بلوک میانده رانکوه شامل خود قریه میانده، و بخش های از سرولات هم می‌شد شامل، عمارات و باغات و مراتع و توابع آن و و اراضی آباد و غیره آن به قیمت ۱۷۰۰ تومان نقره سلطانی از میرزا اسحاق خان مشکوة السلطنه به مهدی شریعتمدار فروخته شده است. ملا میرزا محمدمهدی شریعتمدار فرزند حاج ملا رفیع شریعتمدار از مشاهیر رجال گیلان در عصر مشروطه بود. وی دارای نفوذ سیاسی و بخشی از ثروت افسانه‌ای بوده و همیشه طرف توجه و مشورت حکمرانان گیلان بود تا زمان  انقلاب محرم ۱۳۲۷ قمری رشت مغضوب و خانه‌نشین شد و از فعالیت‌های سیاسی و اجتماعی کناره‌گیری کرد. بررسی‌های تاریخی نشان می‌دهد که پیش از دوره پهلوی، تمرکز جمعیتی در روستای سرولات به صورت پراکنده و در امتداد رودخانه کوروئه یا کهرود بوده است. مناطقی نظیر مرگ واز و جنوب غربی سرولات امروزی، که بقایای سکونتگاه‌ها در آن‌ها همچنان مشهود است، از نخستین نواحی استقرار جمعیتی در این منطقه محسوب می‌شده‌اند. در دوره پهلوی اول و دوم با ایجاد محدودیت اراضی اختصاصی و با افزایش جمعیت خانواده‌های ملکی و اقمار آن‌ها، هسته اصلی روستای سرولات به شکل امروزی آن تکوین یافت و تمرکز جمعیتی بیشتری را به خود جلب کرد. این در حالی است که بخش قابل توجهی از جمعیت و املاک همچنان در قریه‌های اقماری اطراف نظیر زرسر، تازه‌آباد، لیمسرا، مرگ واز، لیکلام، شمشاد پشته، میانحصه و سایر مناطق تابعه پراکنده بوده است. تخمین زده می‌شود که در انتهای دوره ناصری، بر اساس یک براورد برای مهاجرت  جمعيت در دوران ناصری گیلان حدود سال ۱۲۷۰ شمسی، جمعیت بلوک سرولات بالغ بر حدود ۱۰ خانوار بوده باشد. با در نظر گرفتن قراء و مراتع تابعه، این رقم احتمالاً تا حدود ۲۰ خانوار نیز قابل تصور است که این جمعیت در مناطق پراکنده اولیه سکونت داشته‌اند. مهاجرت خانواده‌ها از مناطق اشکور، جنت رودبار،  الموت و طالقان در دوره قاجار نیز به این ساختار جمعیتی افزوده است. شایعه مربوط به یهودی بودن برخی از خانواده‌ها در همین دوره نیازمند بررسی دقیق‌تر منابع تاریخی و محلی است. در دوره رضا شاه، با اجباری شدن سجل احوال و انتخاب نام خانوادگی تا حدوده ۱۳۱۵  دولت با هدف ساماندهی و شناسایی جمعیت روستایی، اقدام به نام‌گذاری و ثبت نام خانوادگی برای اقشار کم‌برخوردار با عنوان "صغیرالدوله" نمود که این امر نیز بخشی از تحولات اجتماعی این دوره محسوب می‌شود. عکس هوایی ۱۹۵۴میلادی آمریکایی ها در اجرای اصل چهار ترومن در ایران  بخوبی می‌توان در این بلوک خانه شماری نمود و در ادامه تحقیق اضافه نمود. همچنین تغییرات نشان دهنده تفاوت فاحش عکس هوایی ۱۳۳۴ و ۱۳۴۶ سازمان نفشه برداری در مورد خیایان، تعداد خیابان ها، جنگل و مراتع، باغات جدید و کشت های خاص افزایش جمعیت ساکن روستا، و تغییرات مسیر رودخانه ها است. در بررسی روایت های مالی دولتی منطقه موارد جالبی وجود دارد ، به موجب سند رسمی به شماره ۹۰۱۷۲۳، تنظیم‌شده در تاریخ نهم فروردین‌ماه سال ۱۳۱۳ خورشیدی، مبلغی معادل سیصد و هشت ریال (۳۰۸ ریال) به عنوان مالیات "صدی ده" و همچنین وصول معوقات مربوط به سال ۱۳۱۰ هجری شمسی، از شخص اسدالله بلوکباشی  بابت مالیات حق بهره‌برداری از مرتعی با نام میان حصه بوده که در  سرتحصیلداری حوزه ولایت تنکابن، از ایالت مازندران دریافت گردیده است. فرآیند دریافت این وجه توسط سرتحویل‌داری مالیاتی وابسته به وزارت مالیه دولت علیه ایران در تنکابن صورت پذیرفته و سند مذکور به امضای سرتحویل‌داری به نام مسعودی رسیده است. قابل ذکر است که در این سند، با آنکه موقعیت جغرافیایی مرتع میان حصه در منطقه سرولات تعیین شده، اما نام ناحیه اشکور علیا نیز ذکر گردیده است. این امر، در کنار اشاره به ایالت مازندران بودن تنکابن، نمایانگر تحولات و تغییرات قابل توجه در تقسیمات کشوری این ولایت و ناحیه در دهه‌های ابتدایی قرن حاضر خورشیدی می‌باشد. شکل خانه ها در این بلوک همانند خیلی از قرا ولایت رانکوه و تنکابن  زندگی مردم در خانه های زگالی(گل و چوب) و با پوشش سقف از چوب و سنگ (لَت به سَر) بوده است که نمونه آنها در سره گاه های جنگلی و خانه های بازمانده از دوره پهلوی اول باقی مانده است.
در بررسی تاریخ خیابان سرولات می‌توان به تحولات گسترده مالکیتی و کشاورزی اشاره کرد که ریشه در دوران پهلوی اول دارد. در دهه‌های نخست قرن چهاردهم شمسی، رضا شاه پهلوی اقدام به تصرف گسترده اراضی و مراتع در نقاط مختلف کشور، خصوصا مازندران و تنکابن نمود. از جمله منطقه چابکسر و روستای سرولات، نمود. در سال‌های ۱۳۱۵ تا ۱۳۱۷، اراضی متعلق به مالکین اصلی منطقه، شامل خاندان‌های بلوکباشی (تقی‌پورکندسر)،  غلامرضا  ملکی، رحیم بابایی، ابوالقاسمی، احمدزاده، کهن، کهنمویی و تفاوت و همچنین خاندان‌های امیری، سیاهکلرودی، ایران‌نژاد و دیگر خانواده‌ها، به زور به نام رضا شاه پهلوی از طریق اداره املاک اختصاصی تنکابن بخش هفت به مباشرت نصرالله اسفرجانی خریداری شد یا بزور غصب شد و سند رسمی صادر شد و مالکیت این اراضی رسماً به وی انتقال یافت. علاوه بر این، رضا شاه املاک خاندان تنکابنی، شامل ارثیه ورثه ولی‌الله تنکابنی، را در سال‌ ۱۳۱۰ بانک ایران وزارت دارایی ( بانک استقراضی روس سابق) به وسیله نمایندگی گیلان آن آقای میرفخرایی به عنوان خالصه مصادره و ثبت نمود و سپس با قانون خرید خالصه جات به نام خود ثبت نمود و زمره املاک اداره حسابداری اختصاصی قرارگرفت. زمین داران بزرگ همچون ولی الله خان تنکابنی و فرزندان و وابستگان او که اموالشان توسط وزارت مالیه و بانک ایران ضبط شد. بخش دیگر نیز در منطقه تنکابن، کجور، لنگرود، رانکوه و رودسر همچون علما و مالکین و خوانین تنکابن، کلارستاق و کجور در آنجا هستند از قبیل آقای میرزاطاهر تنکابنی، مرحوم منتظم الملک، مرحوم حسینقلی خان، مرحوم شیخ نورالدین، آقای ساعدالممالک خلعتبری و آقای میرممتاز وعده زیادی از آقایان خلعت بری ها و ملاکین رودسر و لنگرود همچون میررییسی، طالب زاده، عسگری رانکوهی، ایران‌نژاد رانکوهی، مسیحا، مشکاتی، منجم و غیره در ۱۳۱۱ شمسی تا ۱۳۱۱ بصورت بازداشت و تهدید و ارعاب مجبور به فروش املاک خود در غرب مازندران و شرق گیلان شدند.. این تغییرات، زندگی اجتماعی و اقتصادی مردم منطقه را برای سالیان طولانی دستخوش تحولاتی ناخواسته کرد. بطور عمومی در دوره اواخر دوره قاجار و نیمه اول پهلوی در بلوک اوشیان، میانده و چابکسر  و سرولات و شیخ زاهدمحله همچون رامسر ،  کشاورزی، باغداری و دامداری شغل اصلی اهالی این منطقه بود، بخشی دیگر در بازارهای هفتگی در میانده و شیخ زاهدمحله به تجارت کوچک می پرداختند و یک بخش کوچکی در حوزه بازار های نزدیک دریا در کلاچای و چابکسر و میانده رود به تجارت و خدماتی چون قهوه خانه مشغول بودند. اهالی کشاورز و ساکن منطقه گالش و مستاجر  بی زمین حدود ۶۰ درصد،  بقیه دارای قطعه زمینی کمتر از یک هکتار که با وضع زراعتی آنروزی حاصل کارشان زندگی بخور و نمیری را به زحمت تامین می‌نمود. فقط حدود ۵ درصد دارای بیش از سه هکتار زمین بودند.  در فاصله سال‌های ۱۳۱۱ تا ۱۳۱۷ خورشیدی، روند تمرکزگرایی و تصرف املاک دولتی و شخصی غصب شده که با تأسیس «اداره املاک اختصاصی» آغاز شده بود، به تدریج به مناطق گسترده‌تری در شمال ایران تسری یافت. در کنار گرگان، که نخستین کانون این تحولات به شمار می‌رفت، نواحی حاصل‌خیز و استراتژیک چون تنکابن، کجور، رانکوه و رودسر نیز تحت نفوذ این نهاد قرار گرفتند. در این چارچوب، بلوک‌هایی نظیر اوشیان، میانده و سرولات نیز مشمول سیاست‌های گسترده مصادره و ثبت املاک به نام نهاد سلطنت شدند. در بلوک سرولات قرا و مراتع لیکلام، شمشادپشته، کافرخراسانک، زردکش، طارم کوه، گردپشته، قلعه کوتی، لمس پشته و یک مزرعه و در چابکسر و سورخانی میانده ۴ مزرعه را از طریق بانک ایران احتمالا از تنکابنی مصادره  نمود. وزارت دارایی، به دنبال تصویب قانون فروش املاک خالصه دولتی، اقدام به واگذاری اراضی وسیعی نمود، اما این فرایند بیش از آن‌که جنبه‌ای حقوقی و اقتصادی داشته باشد، به ابزاری برای تغییر مناسبات ارضی و قدرت منطقه‌ای تبدیل شد و به نام رضاخان سند صادر شد.  موجب این سیاست، فرمانداری‌های نظامی در نواحی شمالی، که تحت امر مستقیم رضاخان قرار داشتند، نقش اجرایی تصاحب زمین‌ها را ایفا می‌کردند. در این میان، مأموران مالی و محاسباتی دربار نیز، با فرایندهای اداری صوری، املاک خالصه را ضبط کرده و حدود تصرفات را تا نواحی مجاور گسترش می‌دادند. در نواحی تنکابن و کجور، سیارستاق زمین‌های مستعد زراعت و دامداری، صرف‌نظر از مالکیت تاریخی، به عنوان املاک اختصاصی قلمداد شدند. چنین سیاستی نه‌تنها دهات حاصل‌خیز را در بر گرفت، بلکه موجب تغییر نام و ماهیت برخی روستاها گردید، به گونه‌ای که اراضی مستقل نیز به مجموعه املاک سلطنتی افزوده شدند. در رانکوه و بلوک‌های پیرامونی همچون اوشیان و میاندهد، این فرایند با سرعت بیشتری دنبال شد، به‌ویژه آن‌که این مناطق دارای منابع طبیعی غنی و ظرفیت‌های اقتصادی مناسبی بودند. سرولات، که در همین دوره شاهد گسترش تصرفات حکومتی بود، از جمله مناطقی بود که تحت تأثیر توسعه این نظام قرار گرفت. تصرف اراضی در این ناحیه، نه‌تنها دهات مجاور را شامل می‌شد، بلکه موجب وابستگی گسترده‌تر اقتصاد محلی به نهاد سلطنت گردید. با ثبت این املاک به نام رضاخان، شیوه بهره‌برداری از منابع طبیعی نیز دستخوش تغییر شد، به نحوی که اداره املاک اختصاصی به استفاده حداکثری از زمین‌های زراعی، مراتع، محصولات کشاورزی و حتی فعالیت‌هایی چون صیفی‌کاری و زغال‌سازی روی آورد. ساختار این تمرکزگرایی اقتصادی و مالکیتی، در نهایت منجر به شکل‌گیری شبکه‌ای از املاک سلطنتی شد که از بحر خزر تا جبال البرز امتداد می‌یافت. فرماندهان نظامی، به ویژه بوذرجمهری، که نظارت بر لشکر «یک» تهران و اداره املاک اختصاصی را بر عهده داشت، این روند را به شکلی سازمان‌یافته هدایت می‌کرد. تیمسار درخشانی نیز، که به عنوان بازرس این نهاد منصوب شده بود، در گزارش‌های خود از گستره بی‌حد و مرز این املاک یاد می‌کرد. بدین ترتیب، طی سال‌های ۱۳۱۱ تا ۱۳۱۷، مناطق شمالی ایران، از گرگان تا رانکوه، از جمله بلوک‌های اوشیان، میانده و سرولات، شاهد تحولات عمده‌ای در نظام مالکیت بودند؛ تحولی که بیش از آن‌که نتیجه سیاست‌های اقتصادی باشد، بیانگر فرایند ساختارمند تغییر مناسبات اجتماعی و قدرت محلی در سایه توسعه اداره املاک اختصاصی به شمار می‌رفت. املاک، اراضی، مراتع باغات، عمارات و خانه های رعیتی دهستان های سیاهکلرود، اوشیان، میانده، سرولات، سیارستاق کلاچای و رانکوه را در  سال ۱۳۱۵ تا ۱۳۱۶ که متعلق به دیگران بود اداره املاک اختصاصی بعد یک سال خسکسالی که دهقانان و خرده مالکان دچار کمبود و نیاز مالی شده بودند به قیمتی کمتر از قیمت حتی محصول یکسال با حضور اجباری بوسیله اداره املاک اختصاصی و دادگستری به واسطه مصوبه‌ وزیر عدلیه راجع به دفاتر اسناد رسمی در بندر شهسوار و قصبه رودسر تنکابن مصوب ۱۳۱۵/۸/۲۰  وزیر عدلیه در دفتر خانه های ۱۵، ۴ ، ۱ و ۱۹ شهسوار، تنکابن، رامسر و رودسر خریداری نمود، بعضی املاک و مزارع را بصورت مخروبه یا دارای زارعین کوچک بود را بدون خریداری فقط با استشهادیه ثبت عادی املاک اختصاصی بخش ۷ (هفت ) از طریق اسفرجانی بصورت شش‌دانگ به نام رضا شاه ثبت نمود.  حتی اگر دهقان یا خرده مالکی از این فروش اجباری امتناع می کرد با شلاق و فلک و بازداشت روبرو می شد. حتی مردم در ان دوره بعلت تعدی ماموران املاک اختصاصی شعر های خاصی را در مزارع و باغات ساخته بودند بطور مثال مي‌گويند اشكاني ميراب‌دار منطقه تنکابن و رودسر در زمان رضاشاه بوده و آب‌هاي كشاورزان براي آبياري زمين را او معين مي‌نمود و زماني هم معاون فردي اصفهاني به نام اسفرجاني، رئيس اداره املاك تنكابن و رودسر بود كه درباره اين فرد و خودخواهي‌ها و ستم او روايت‌ها نقل مي‌كنند:
"اَشكاني مِره بَز‌َ،م‌ُ حال ندار‌ُم، هاي
از چوب اشكاني باكي ندارُم، هاي
مو خَنه بِخونم اّواز ندارُم، هاي
اَواز ندارُم، هاي
اَشكاني مِره ب‍‍َز‌َ با چوب لها، هاي
كندوج پيش مِره ب‍َز‌َ هكُرده بي‌حال، هاي
وال بِگردن بَشييم سه زارِ گردن، هاي
سه زار گردن، سه زار گردن، هاي
يِتَه خُوش، كي هَدم تاج خاتون سال، هاي
مون خَنِه چه كنم، دختر ده دار، هاي
اشكاني مِره ب‍َز‌َ با چوب توسا، هاي
مون وَنه بَبُرم دختر موسي" 
با توجه به اسناد موجود در روستاهای بلوک اوشیان املاک خرده مالکینی چون بلوکباشی (تقی‌پورکندسر)، غلامرضا و ذبیح الله ملکی، رحیم بابایی، اقاجان ابوالقاسمی، امان اله احمدزاده، محمد کهن، در سرولات، در میانده و کندسر به سید هادی روحانی، میررضایی، نوربخش، ابوالحسن علی اکبری، تقی موقری، میراقاجانی، میرجعفری میانده و غیره اشاره شده. در شیخ زاهد محله به املاک، اسحاق حسن زاده، زاهدی، اقاجان حسین زاهد، رضازاده، صالحیان رودسری، سلیمان جیردشتانی، یحیی یحیی پور، غلامی زاهدی، رومانی رامسری، باروزنه و غیره اشاره شده. در قریه های فکجور و دوگلسر و دوران به رهنما، احسانگر، فتح الهی ، محمدی و نیک روش و بانبَرستیاه یا مهدوی، نصرالهی و دیگران  و در قریه چابکسر به کاظم و عمران و عزیز معتمدچابکی،علی باباپور، سید محسن پیشوایی، غلامی چابک، محمدی چابک، میرمهدوی ، شریفی چابکی، یوسف‌زاده چابکی و غیره اشاره شده است. که به کشاورزی های زراعت برنج، باغ توت مرکبات، چای و مراتع اشاره شده است و حتی حق شرب از رودخانه ها ، وجود چند آبدنگ یا آسیاب آبی در هر قریه  درون اسناد با عمارات اشاره شده است. بهره کشی بویژه در املاک اختصاصی رضاشاه شدیدتر بود. دهقانان این املاک در واقع وابسته به زمین بودند. هیچ بنگاه محتاج به کارگر حق پذیرفتن دهقانانی که املاک اختصاصی را ترک میکردند، نداشت. حتی راه آهن ایران در بخش مازندران مجبور بود کارگرانی از نقاط دیگر ایران استخدام نماید. حتی در این بین اهالی سرولات و حومه ، چابکسر، میانده، کندسر و شیخ زاهد محله و فکجور را برای کار اجباری و بیگاری به تنکابن و نوشهر برده و در ساخت بندر، آباد کردن جنگل های مخروبه استفاده می‌شده است. این تصرفات و غصب گسترده  اداره املاک اختصاصی  نه‌تنها باعث تغییر ساختار مالکیتی منطقه شد، بلکه بر زندگی مردم محلی نیز تاثیرات عمیقی گذاشت. افراد بومی که پیش از این در باغات، مراتع و مزارع به کار مشغول بودند، تحت سیاست‌های رضا شاه به رعیت و باغبان املاک پهلوی تبدیل شدند. مناقشات بر سر املاک و اموال دربار، بحث در مورد این نکته بود که این املاک غصبی، اکنون در اختیار دولت  به عنوان املاک واگذاری خالصجات باقی بماند یا به صاحبان پیشین آن بازگردد. دشتی که پیش‌تر یکی از حامیان رضاخان بود، به‌شدت به رضاخان حمله می‌کند و رندانه خواهان لغو تمام اسناد و بازگرداندن آن به صاحبان اصلی‌شان می‌شود. حجم املاک، بسیار گسترده بود؛ ۴۴هزار سند مالکیت که با توجه به سلطنت ۱۷ساله رضاخان، روزانه هفت سند مالکیت به نام شاه صادر شده بود. بخش مهمی از وقت مجلس سیزدهم برای تدوین لایحه بازگرداندن املاک گذشت (مذاکرات مجلس سیزدهم، جلسه ۱۹). در نهایت، قوانینی در زمینه دادخواهی زیان‌دیدگان تصویب شد؛ هرچند تنها افراد اندک و پرنفوذ، موفق به پس گرفتن املاک خود شدند و بخش عمده این املاک، در دست دولت باقی ماند. تلاش شاه جوان در سال‌های ابتدایی، مبتنی بر حفظ منابع دربار در حد توان خود بود؛ بنابراین ضمن تلاش برای بازگرداندن قدرت، در پی بازگرداندن املاک و اموال از دست رفته بود. پس از ترور شاه در دانشگاه تهران (۱۵ بهمن ۱۳۲۷) که سبب افزایش قدرت او و به تعبیری، کودتای سلطنتی شد، در جلسه‌های پایانی مجلس پانزدهم، با صحنه‌گردانی رئیس مجلس، بحث بازگرداندن اموال و املاک به دربار تحت عنوان املاک و مستغلات پهلوی مطرح شد. بهانه این طرح، افزایش هزینه‌های دربار بود. به‌رغم مخالفت و نطق افرادی همچون مکی و حائری‌زاده، با ۷۶رای موافق از ۸۱رای اخذشده، املاک از دولت به دربار بازگردانده شد. در ادامه و پس از خروج رضا شاه  در شهریور ۱۳۲۰ و در زمان پسرش با ایجاد قانون املاک واگذاری در ۱۳۲۱ انجام دادگاه ها و هیئت های استرداد، واگذاری مجدد و در  حوزه املاک رودسر و تنکابن هم پس از بخشنامه راجع به هیات رسیدگی به امور املاک واگذاری رودسر مصوب 1321/07/15 وزیر دادگستری برخی از این زمین‌ها، از مردم محلی مبالغی دریافت شد یا آنها به اجبار از مناطق خود کوچ داده شدند و هیچ وقت بطور کامل اراضی تا امروز به صاحبان ان بازنگشته است. 
پل آچی رود یا پل رودخانه سرولات شهر چابکسر، این پل دهه ۱۳۱۰ توسط وزارت طرق و شوارع وقت در ۱۳۱۴ توسط قراردادی با شرکت سوئدی سنتاب همانند دیگر پل های معروف آن زمان از ساری تا رودسر طراحی و ساخته شد، پل غازیان انزلی و پل اهواز بروی کارون هم از کارهای این شرکت در آن دوره می باشد. پرونده معروف علی منصور وزیر طرق و شوارع، علی‌اصغر طالقانی مدیر داخلی سنتاب  اعتراف کرده بود که مبالغ زیادی رشوه بابت امضای قرارداد ساخته سه پل  در مناقصه پل‌های بین پل‌سفید تا چابکسر و  ساخت پل بندر پهلوی به غازیان دریافت شده است. مطابق عکس هوایی ۱۹۵۴ امریکایی ها در طرح اصل چهار ترومن جاده ۲۲ متری کناره شمال  در محدوده چابکسر به رامسر تا سال  ۱۳۳۵ شوسه بوده بوده است. خیابان سرولات بصورت خاکی در ان عکس هوایی بخوبی مشخص است، بر اساس قرارداد مورخ ۱۳۱۳ این خیابان ساخته شده است و مطابق عکس هوایی ۱۹۵۴ آمریکایی ها در سازمان تقشه برداری  و همچنین شنیده های محلی آب رودخانه اچی رود در دهه ۱۳۲۰ حدود سال‌های ۱۳۲۸ تا ۱۳۳۱ شمسی طغیان بزرگی نموده و با عبور از مناطق برتولو و ورود به مزارع شالیزار خش بجار و باغ ایران نژاد از بالای لات محل چابکسر به رودخانه میانده رود ریخته و یک دلتای بزرگ ایجاد کرده است. در جای دیگری در ۱۳۳۴ از محل کنونی خیابان یاس آب از آچی رود منشعب شده و بعد گذر از خیابان از محل فعلی مدرسه گیلانده به سمت دریا می‌رفت که پل آن تا ۱۳۷۵ مشخص و پیدا بود.در آن دوران به استناد عکس هوایی آمریکایی ها هیچ سکونتگاهی درمحدوده کوچه یاس ( و خیابان ماه گرفته)، خیابان مطهری (۸ متری سابق) و گیلانده فعلی قابل رویت نیست. در عکس هوایی ۱۳۳۴ تعداد خانه ها و بناهای ۱ و دو اشکوبه  کاهگلی و با سقف لته به سر یا سفالی یا سرا و باغات، توتستان و چای باغ در محلات بلوک سرولات مشخص است: زرسر:  ۲ خانه سالم، یک انباری + ۱ خانه مخروبه باغ چای، درختان پرتقال و گردو، شاهسرش: ۱ سرا، لمس پشته : ۲ خانه و ۲ سرا و درختان پرتقال و گردو، میان حصه: ۴ خانه و سرا، پشتاسران: ۲ خانه و سرا و درختان گردو، شمشادپشته: ۵ خانه و سرا با درختان گردو ، مرگ واز: ۳ خانه و سرا و گردو ، محل سرولات : حدود ۳۳ خانه دارای باغات چای و مرکبات و یک مزرعه شالیزار برنج چند جریبی طبقاتی در میدان امروزی که دیگر آثاری از آن نیست و احتمالا همان است در سند رضاخان پهلوی در ۱۳۱۱ به آن اشاره شده است.لیکلام: ۱۰ خانه و سرا. و درختان گردو ، لیمه سرا و بین پهلو : ۲۰ خانه پراکنده بصورت سرا و گالشی و نهایت درخت گردو ، ارباکش و تازه آباد : ۸ خانه و سرا و باغات پرتقال و گردو، جنگسرا، کله گردن، ترک و ماسرک روی هم ۳۰ خانه و سرا که بیشتر گالشی و مرتع سرا بوده است. گزارش‌های تاریخی و منابع محدود دوره قاجار نشان می‌دهد که بیماری‌های واگیردار با شدت‌های متفاوت و در بازه‌های زمانی مشخص، مناطق شمالی را درگیر کرده‌اند. طاعون  معروف گیلان در حدود سال ۱۲۰۹ شمسی (۱۸۳۰ میلادی) یکی از مرگبارترین شیوع‌های خود را تجربه کرد که تلفات گسترده‌ای را در گیلان و مازندران به دنبال داشت. علت اصلی این شیوع، نبود زیرساخت‌های بهداشتی، قرنطینه ناکافی و ارتباطات تجاری از طریق دریای خزر بود که بیماری را به سرعت گسترش داد. بعدها، وبا در چندین نوبت، به ویژه در سال ۱۲۸۵ شمسی (۱۹۰۶ میلادی)، از طریق مرزهای تجاری با روسیه وارد شد. این بیماری که از طریق آب آلوده منتقل می‌شد، به دلیل عدم وجود سیستم آب آشامیدنی سالم و فاضلاب، به سرعت در میان مردم پخش و به یکی از دلایل اصلی مرگ‌ومیر تبدیل شد. همین امر یکی از علتهای مهاجرت به سرولات و میانده و مهاجرت به شیخ‌زاهد محله بود.  بیش از هر چیز، با هدف فرار از بیماری‌های همه‌گیر و مشکلات معیشتی در مناطق جلگه‌ای صورت می‌گرفت. در دوره قاجار، مناطق پست و ساحلی گیلان و مازندران، به دلیل وجود شالیزارها و آب‌های راکد، محل شیوع بیماری‌های بومی مانند مالاریا بودند. مهاجران از مناطقی مثل اشکور و الموت، به دنبال مکانی امن‌تر و با آب‌وهوای بهتر برای زندگی بودند. سرولات با ارتفاع بالاتر و محیط کوهستانی، از این بیماری‌ها در امان بود و زمین‌های حاصلخیزش، فرصت مناسبی برای کشاورزی و دامداری فراهم می‌کرد. این منطقه در نزدیکی میانده، به دلیل وجود آرامگاه شیخ زاهد  و مدارس مذهبی اطراف آن به بازار محلی تبدیل شده بود، از دیرباز یک مکان مذهبی و فرهنگی مهم به شمار می‌رفت.  یک مرکز اجتماعی و اقتصادی نیز مورد توجه قرار گرفت. مهاجرت به این منطقه اغلب با انگیزه‌های اقتصادی و فرهنگی همراه بود.
در دهه‌های بعد و با ورود عبدالرضا پهلوی، پسر رضا شاه، به منطقه، خرید بخشی از  اراضی این مناطق سرولات گسترش یافت اراضی تحت تصرف و استفاده مردم را بزور گرفته و مالکیت آن را به قیمتی ارزان از بنیاد پهلوی خریداری نمود. در بازه زمانی ۱۳۳۶ تا ۱۳۴۶، مالکیت رسمی این اراضی به عبدالرضا پهلوی انتقال یافت و او با استفاده از قدرت و نفوذ خود به توسعه زیرساخت‌ها و مالکیت اراضی پرداخت. او بوسیله ژاندرامری رودسر و اداره املاک اختصاصی بنیاد پهلوی توسط اشخاصی چون مهندس ملیحی و مهندس خامنه و مهندس مهرکیش، دهقانان و متصرفین قانونی که بنیاد باید مالکیت براساس اصلاحات ارضی به انها انتقال می‌داد اما انها را ان اراضی بزور و با خرید اجباری ارزان از اراضی خود بیرون نمودند. سپس خیابان سرولات که از دهه ۱۳۲۰ وجود داشت، در دهه ۱۳۴۰ تحت تاثیر پروژه‌های توسعه‌ای عبدالرضا پهلوی در دوره استاندار احمد علی‌آبادی و محمد سام  استانداران وقت گیلان با سد سازی و گسترش برنامه‌ریزی های شهری گسترش یافت.وی اقدام به ساخت شهرک، باغ‌های نارنج، شکارگاه و خیابان‌کشی‌های اصولی در مناطقی از شمشادپشته تا لیکلام نمود. او باغ ها و شکارگاهای اختصاصی خود را در این منطقه داشته و این منطقه وسیع را محصور کرده بود، و از نگهبانان بومی و باغبانان مشخصی استفاده می کرد، که در زمان انقلاب در زمان درگیری های ورود معترضین محلی یکی از معترضین به قتل رسید. پس از انقلاب اسلامی، این اراضی توسط هیئت‌های واگذاری زمین بازپس گرفته شد و بخشی از آن‌ها به مردم منطقه واگذار شد. با این حال، مالکیت رسمی بسیاری از این زمین‌ها همچنان در اختیار بنیاد مستضعفان باقی ماند و این موضوع تا به امروز نیز موجب پیچیدگی‌هایی در مالکیت و استفاده از اراضی منطقه شده است.